# Barranc Gros (Mont-rebei)
El Barranc Gros, és un dels barrancs dels territoris de Castissent, dins de l'antic terme de Fígols de Tremp, actualment inclòs en el terme municipal de Tremp, al Pallars Jussà, i Sant Esteve de la Sarga. El seu naixement, però, és en terme de Castell de Mur (antic terme de Mur, i posteriorment fa de termenal entre Sant Esteve de la Sarga i Tremp. El tram final discorre ja totalment pel terme de Sant Esteve de la Sarga, de la mateixa comarca.
Es forma a 751 m. alt. per la confluència de dos barrancs: el del Comunalet, que baixa des del sud, i el de la Plana, que ho fa des del sud-est. El lloc és just a llevant del Mas de Falset, que pertany al Meüll. Des d'aquell lloc va baixant de primer cap al nord-oest, fins que arriba al lloc on rep per la dreta l'afluència del barranc d'Eloi, al qual s'acaba d'ajuntar el barranc del Meüll. En aquest lloc el barranc Gros emprèn la direcció de ponent, que segueix de forma sinuosa, i arriba a la masia de Casa Auberola, amb l'església de Santa Margarida. Continua el barranc Gros cap a ponent, i entra en el terme municipal de Sant Esteve de la Sarga, rep per la dreta l'afluència del barranc de Francisquet, i passa pel Racó de Miravet, sota la Coma de Miravet i el Tossal de Canelles. En aquest lloc rep per la dreta el barranc de l'Abeurador.
Al cap de poc, superat el Tossal de Canelles, rep per la dreta el barranc de Canelles, que baixa dels contraforts de llevant de la Serra del Batlle, i al cap de poc, per l'esquerra, el barranc de les Marrades, que ve de la zona de Castellnou de Montsec. Poc després, encara per l'esquerra, hi arriba el barranc de Joan Mai, que també ve del nord-oest de Castellnou de Montsec. El barranc fa alguns retombs importants, però sense perdre del tot la direcció de ponent, i arriba as peus del Serrat de Castissent, on rep per la dreta el barranc de Cantillons, que marca la seva vall entre la Serra del Batlle, a llevant, i el Tossal de l'Aleixó i la Pica Moixó a ponent.
El barranc emprèn un tros la direcció sud-oest, fins que troba, per l'esquerra, el barranc del Molar, i el barranc Gros comença un tram en què va sempre cap a ponent, però fent uns grossos meandres. És just el lloc on comença la zona de Mont-rebei. Passa sota el Solà de Mont-rebei, i rep per l'esquerra el barranc de la Clua, just poc abans d'arribar a la cua del pantà de Canelles, quan porta aigua.